# Edward Neumeier
Edward Vann Neumeier o Ed Neumeier (California, Estados Unidos, 24 de agosto de 1957) es un guionista, productor y director de cine estadounidense. Es conocido mayormente por su trabajo como guionista en las películas de ciencia ficción RoboCop (en coautoría con Michael Miner) y la adaptación de la novela Starship Troopers del autor Robert A. Heinlein, que llevó a la pantalla junto con Paul Verhoeven en 1997. Aparte de guionista, Starship Troopers 3: Marauder de 2008 es su debut como director cinematográfico.

## Biografía

### Primeros años
Originario del pueblo de San Anselmo (en el condado de Marin), Neumeier estudió periodismo en la Universidad de California en Santa Cruz, luego asistió a la Escuela de Cine y Televisión de la Universidad de California en Los Ángeles (UCLA). Después de completar su licenciatura en UCLA, Neumeier comenzó a trabajar en el negocio cinematográfico de Hollywood como asistente de producción en la serie de televisión Taxi. Luego se convirtió en lector de guiones en Story Analyst's Union, trabajando en Paramount Pictures y Columbia Pictures respectivamente. Durante su tiempo en Columbia, abogó por poner en producción de Risky Business (1982); después de que la película se convirtiera en un éxito inesperado, pasó a trabajar como ejecutivo junior en la compañía Universal Pictures.

### RoboCop
«Soy fanático de los robots desde pequeño. Mi madre me compraba robots de juguete. Por eso siempre digo que tengo una buena madre.»
Edward Neumeier en una entrevista (2014).

Una persona haciendo cosplay de RoboCop. Creación de la dupla Neumeier/Miner.

Neumeier escribió sus primeros bocetos y tratamientos cinematográficos para su primera película, RoboCop, así como otros guiones de especificaciones, fascinado desde muy joven hacia los robots. Rechazó una oferta de vicepresidencia en Universal Pictures, para desarrollar el guion de RoboCop con la ayuda de Michael Miner, este último un aspirante a guionista. Neumeier concibió la película cuando trabajaba en el equipo de Blade Runner (1982), y la idea se desarrolló aún más junto con Miner.
Los derechos del guion fueron comprados por la compañía Orion Pictures, y se le concedió un presupuesto de algo menos de 15 millones de dólares. El director de cine neerlandés Paul Verhoeven fue asignado para hacer la película.
Neumeier también coprodujo RoboCop, que se estrenó en los cines en 1987 en Estados Unidos y en algunos otros lugares. Esta película fue un éxito y atrajo un poco más de 50 millones de dólares en ventas de boletos solo en los Estados Unidos. El éxito de RoboCop también motivó la producción de dos secuelas, RoboCop 2 y RoboCop 3, y también dos series de televisión, una de acción real y otra animada. La mayoría de los creadores de la franquicia de  RoboCop se habían ido antes de la producción de estas secuelas.

### RoboCop 2
Se planeó que la primera secuela de RoboCop, RoboCop 2, tuviera su guion escrito nuevamente por Neumeier y Miner. Ambos habían escrito un primer borrador fechado de un guion para RoboCop 2 en 1988 llamado The Corporate Wars. Sin embargo, debido a la huelga del Writers Guild of America en 1988, Neumeier no pudo escribir más guiones. A continuación, la empresa Orion Pictures decidió contratar al dibujante de cómics Frank Miller para que trabajara en su propio guion de RoboCop 2.

### Starship Troopers
Una década después de que se produjera la primera película de RoboCop, Neumeier se reunió con Paul Verhoeven para trabajar en Starship Troopers, que fue una adaptación de la novela con el mismo nombre del escritor Robert A. Heinlein en 1959. Con violencia y sátira en una historia de esfuerzos por parte de los raza humana para asegurar su supervivencia, Starship Troopers tuvo más éxito en Europa y Asia, que en Estados Unidos, donde obtuvo unas ventas brutas de entradas de unos 54 millones de dólares en los cines, aunque la revista Artforum seleccionó esta película como una de las "10 más logros artísticos [fílmicos] de 1997". Los críticos estadounidenses no acompañaron la cinta y se estima que no habían entendido que la película era una sátira a los regímenes totalitarios fascistas o de extrema derecha. Aún sabiendo que el director Paul Verhoeven, quién nacido en Países Bajos y que vivió bajo el régimen nazi, junto con el guionista Edward Neumaier fueron acusados de ser neonazis. Con el pasar de los años, muchos seguidores y críticos entendieron la esencia de la misma y Starship Troopers se volvería en un clásico de culto. Neumeier también apareció en esta película en el breve papel de un hombre declarado culpable de asesinato y condenado a ejecución inmediata.

### RoboCop Returns
En enero de 2018 se anunció que Neumeier estaba escribiendo una secuela directa de la película clásica de 1987 que ignoraría tanto las secuelas como la nueva versión de 2014. "Se supone que no debemos decir demasiado. Ha habido un montón de otras películas de RoboCop y recientemente hubo una nueva versión y diría que esto sería como volver al viejo RoboCop que todos amamos y comenzar allí y seguir adelante". Así que en realidad es una continuación de la primera película. En mi opinión, es un poco más de la vieja escuela ", dijo Neumeier".  En julio del mismo año, se confirmó una nueva película, titulada RoboCop Returns, era en desarrollo, con Neill Blomkamp como director y Justin Rhodes reescribiendo un guion original de Neumeier y Michael Miner.  En 2019, Neumeier dijo que Blomkamp quería que RoboCop Returns estuviera lo más cerca posible de la película de 1987 y dijo que Blomkemp siente que "debería ser el Verhoeven adecuado si Verhoeven hubiera dirigido una película justo después de RoboCop". El 29 de junio de 2019, Blomkamp confirmó que el traje RoboCop original se usaría en esta película y dijo "1 millón% original" al responder la pregunta de un fanático en Twitter. Blomkamp también dio una actualización sobre el guion, diciendo: "El guión se está escribiendo. ¡Va bien! Imagina ver a Verhoeven hacer una película de seguimiento".

## Vida personal
Neumeier es padre y tiene dos hijos, Casey Neumeier y Shain Mahaffey Neumeier, siendo esta última una activista autista y trans no binario.

## Filmografía
Largometraje
| Año  | Título                                   | Escritor | Coproductor |
| ---- | ---------------------------------------- | -------- | ----------- |
| 1987 | RoboCop                                  | Sí       | Sí          |
| 1997 | Starship Troopers                        | Sí       | Sí          |
| 2004 | Anacondas: The Hunt for the Blood Orchid | Sí       | No          |
| 2014 | RoboCop                                  | Sí       | No          |
| 2023 | Young Sinner                             | Sí       | No          |

Directo a video
| Año  | Título                                      | Director | Escritor | Productor   |
| ---- | ------------------------------------------- | -------- | -------- | ----------- |
| 2004 | Starship Troopers 2: Hero of the Federation | No       | Sí       | coproductor |
| 2008 | Starship Troopers 3: Marauder               | Sí       | Sí       | ejecutivo   |
| 2012 | Starship Troopers: Invasión                 | No       | No       | ejecutivo   |
| 2017 | Starship Troopers: El traidor de Marte      | No       | Sí       | ejecutivo   |

Televisión
| Año       | Título                  | Notas                              |
| --------- | ----------------------- | ---------------------------------- |
| 1994      | RoboCop: La Serie       | Primera temporada (episodio 1 y 2) |
| 1998-1999 | RoboCop: Alpha Commando | Creador                            |
| 2000      | Rat Bastard             | Telefilm (de Kevin Altieri)        |